# Leland (Karolina Północna)
Leland – miasto w Stanach Zjednoczonych, w stanie Karolina Północna, w hrabstwie Brunswick. W latach 2010–2019 populacja miasta wzrosła o 72,9% do 23,5 tys. mieszkańców, co czyni Leland najszybciej rozwijającym się miastem w Karolinie Północnej. Jest częścią obszaru metropolitalnego Myrtle Beach. 